# Graphistylis
Graphistylis é um género botânico pertencente à família Asteraceae.